# Trüb AG
Die Trüb AG war ein auf Identifikations- und Sicherheitslösungen spezialisiertes Unternehmen mit Sitz in Aarau/Schweiz. Im April 2015 wurden die Geschäftsaktivitäten von der niederländischen Gemalto-Gruppe übernommen und auf eine neue Gemalto AG übertragen.

## Aktivitäten
Das Unternehmen konzentriert sich auf mehrere Geschäftsbereiche. Diese umfassen die Entwicklung, Herstellung und Personalisierung staatlicher Ausweise wie Identitätskarten, Führerausweise, Datenseiten für Reisepässe und die 2010 eingeführte SuisseID-Karte, Bank- und Kundenkarten wie Swisspass, Zutritts- und Zugriffslösungen, Gesundheitskarten und Heilberufeausweise sowie Tachographkarten. Darüber hinaus entwickelt und produziert das Unternehmen auch Chipkarten-Betriebssysteme wie CombOS.
Das Unternehmen beliefert im Bereich der Ausweisdokumente mehr als 30 Staaten auf vier Kontinenten. Im Finanzsektor beliefert das Unternehmen verschiedene Finanzinstitute, unter anderem in der Schweiz UBS, Postfinance, sämtliche Kantonalbanken sowie die Cornèr Bank.
Das 1859 gegründete Unternehmen war von 1892 bis 2005 auch im Druck von Wert- und Sicherheitspapieren tätig, veräusserte den Geschäftsbereich jedoch, um sich auf die Kartenherstellung und -personalisierung zu konzentrieren. Trüb, respektive Gemalto beschäftigt insgesamt 330 Mitarbeiter, davon 300 in der Schweiz.